# Месимер
 Тази статия е за селото във Воденско.  За селото в Солунско вижте Месимери (дем Солунски залив).  
Месимер (на гръцки: Μεσημέρι, Месимери, катаревуса Μεσημέριον, Месимерион) е село в Република Гърция, в дем Воден, област Централна Македония.

## География
Селото се намира на 400 m надморска височина, на 2 km западно от демовия център Воден (Едеса), по течението на река Вода.

## История

### В Османската империя
В обобщен списък на джизието на немюсюлманите от вилаета Водане за 1619-1620 година Месимер е отбелязано като село със 112 ханета (домакинства).
В Месимер в XVIII и XIX век се заселват жителите на околните по-малки селища, разтурени от разбойнически банди Къдрево, Фурка, Ливадица, Алгер, Свети Николци и Свети Георги.
В края на XIX век Месимер е чисто българско село във Воденска каза на Османската империя. Александър Синве („Les Grecs de l’Empire Ottoman. Etude Statistique et Ethnographique“), който се основава на гръцки данни, в 1878 година пише, че в Месимери (Messiméri), Воденска епархия, живеят 660 гърци. В „Етнография на вилаетите Адрианопол, Монастир и Салоника“, издадена в Константинопол в 1878 година и отразяваща статистиката на населението от 1873 година, Месимер (Messimer) е посочено като село със 120 къщи и 644 жители българи. Според статистиката на Васил Кънчов („Македония. Етнография и статистика“) в 1900 година в Месимеръ живеят 880 жители българи.

В дописка от Месимер до вестник Новини от 1892 година местни жители пишат: 
| „ | На ю. - з. от Воден на едно разстояние от половин час е разположено селото на Месимер, което се състои от 140-150 чисто български къщи, с една църква, трима свещеници и едно училище. Едвам тая година български учител дойде. Не можем да ви изкажем радостта си, г. редакторе, която усещаме от бързото напредване на децата ни по матерната книга - Българската. | “ |

Христо Силянов пише за Месимер: 
| „ | ...Месимеръ, едно отъ най-богатитѣ и просвѣтени воденски села... | “ |

Селото е разделено в конфесионално отношение. По данни на секретаря на Българската екзархия Димитър Мишев („La Macédoine et sa Population Chrétienne“) в 1905 година в Месимер (Messimer) има 296 българи екзархисти и 960 българи патриаршисти гъркомани. В селото работи българско училище с 1 учител и 37 ученици и гръцко с 4 учители и 100 ученици.

### В Гърция
През Балканската война в селото влизат гръцки войски и след Междусъюзическата Месимер остава в Гърция.
Боривое Милоевич пише в 1921 година („Южна Македония“), че Мисмер има 190 къщи славяни християни.
През Втората световна война в селото е установена българска общинска власт.
Селото пострадва по време на Гражданската война в Гърция (1946 - 1949), като дава много убити и много бежанци в Югославия.
Селото произвежда жито, кестени, череши, праскови и ябълки. Донякъде е развито и скотовъдството.
| Име               | Име          | Ново име          | Ново име         | Описание                                                 |
| ----------------- | ------------ | ----------------- | ---------------- | -------------------------------------------------------- |
| Извор             | Ίσβόρ        | Пиги              | Πηγή             | река на Ю от Месимер (Валимари), приток на Бела          |
| Мачкояни          | Ματσκογιάννη | Гатоянос          | Γατόγιαννος      | връх в Каракамен на Ю от Месимер (688 m)                 |
| Раблак            | Ραμπλάκ      | Петрини Дексамени | Πέτρινη Δεξαμενή | връх в Каракамен на З от Месимер (706 m)                 |
| Валимари          | Βάλιμάρι     | Мегало Рема       | Μεγάλο Ρέμα      | река в Каракамен на Ю от Месимер (Извор), приток на Бела |
| Барово или Борово | Μπάροβο      | Лакувес           | Λακκούβες        | връх в Каракамен на ЮЗ от Месимер                        |
| Стурда            | Στούνρτα     | Мандри            | Μαντρί           | връх в Каракамен на Ю от Месимер (981 m)                 |
| Киларци           | Κιλάρτσι     | Скотино Рема      | Σκοτεινό Ρέμα    | река в Каракамен на ЮЗ от Месимер                        |
| Врецма            | Βρέτσμα      | Агриокерасия      | Άγριοκερασιά     | местност в Каракамен на ЮЗ от Месимер                    |

| Година    | 1913 | 1920 | 1928 | 1940 | 1951 | 1961 | 1971 | 1981 | 1991 | 2001 | 2011 | 2021 |
| --------- | ---- | ---- | ---- | ---- | ---- | ---- | ---- | ---- | ---- | ---- | ---- | ---- |
| Население | 856  | 827  | 961  | 1145 | 706  | 872  | 846  | 840  | 1014 | 930  | 765  | 674  |

## Личности
Родени в Месимер
- Атанас Филчев, български революционер от ВМОРО
- Вани Андев, български революционер от ВМОРО, четник на Никола Иванов[16]
- Вани Къчов – Манафа (1881 - 1908), български революционер от ВМОРО
- Васил Караджов (1902 – ?), български комунистически деец
- Георги Касапчето, български революционер, деец на ВМОРО, загинал преди 1918 г.[17]
- Георги Манолов (Γεώργιος Μανωλάκης), гръцки андартски деец от трети клас, ръководител на гръцкия комитет, подпомага четите на Гарефис, Караманолис и Йотов[18]
- Георги Поптрифонов (Γεώργιος Παπατρύφων), гръцки андартски деец от трети клас, селски свещеник и ръководител на гръцкия комитет в селото[18]
- Георги Стоянов (Γεώργιος Στουγιάννης), гръцки андартски деец от трети клас[18]
- Иванчо Христов – Хаджията (1877 - 1908), български революционер от ВМОРО
- Йоан Нисиотис (Ιωάννης Νησιώτης ή Μυλωνάς), гръцки андартски деец от втори клас, кординатор на действията по оста Воден – Мъглен, подпомага дейността на доктор Китанос и Христос Карапанос, баща му Христос Нисиотис е убит от ВМОРО през 1905 година[18]
- Костадин Попстоянов (Κωνσταντίνος Παπαστογιάννης), гръцки андартски деец, четник[18]
- Коле Донев, български революционер от ВМОРО, четник на Лука Иванов[19]
- Лазо Ханджията, български революционер, деец на ВМОРО, убит преди 1918 г.[17]
- Методи Единаков (1908 - ?), войвода на местната чета на Охрана[20]
- Панайот Божинов (1918 – 1946), гръцки партизанин от НОФ
- Сотир Николов, български революционер от ВМОРО, четник на Никола Иванов[16]
- Стоян Попиванов (Ιωάννης Παπαϊωάννου, Παπαστογιάννης, 1842 - 1905), гръцки андартски деец от трети клас[18]
- Ташо Караджов, български революционер от ВМОРО, четник на Никола Иванов[16]
- Христос Пердикас (Χρήστος Περδίκας), гръцки андартски деец от трети клас (1905-1907)[18]

Починали в Месимер
- Йоан Цицов - Влахос (? - 1905), гръцки андартски деец[21]